# Lepkość

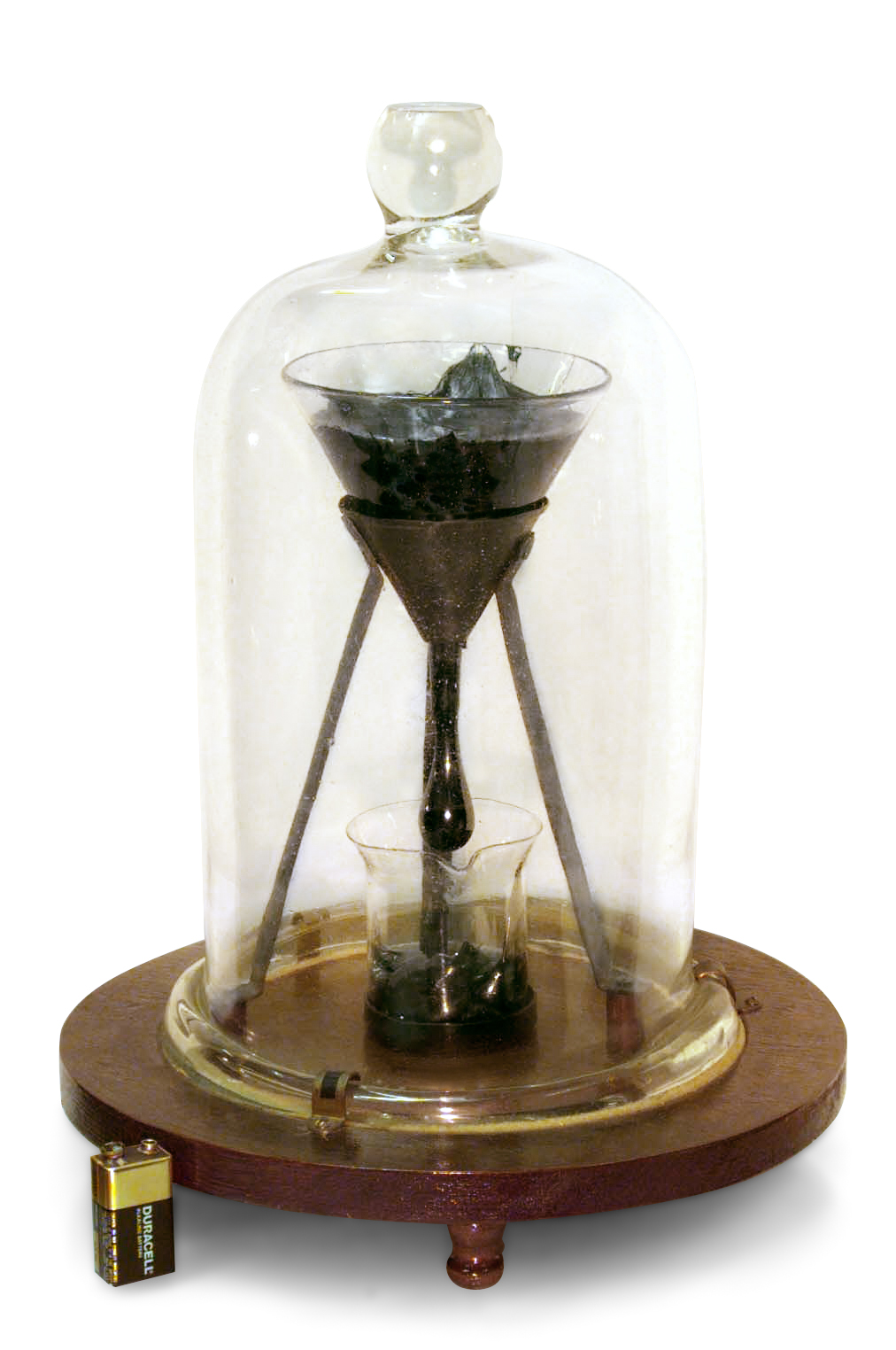
Eksperyment ukazujący lepkość paku lub smoły. Jest ona około 2,3×10^11 większa od lepkości wody

Lepkość (wiskoza, z łac. viscosus ‘lepki’) – właściwość płynów i plastycznych ciał stałych, charakteryzująca ich tarcie wewnętrzne wynikające z przesuwania się względem siebie warstw płynu podczas przepływu (nie jest to natomiast opór przeciw płynięciu powstający na granicy płynu i ścianek naczynia, w warstwie granicznej). Lepkość jest jedną z najważniejszych cech płynów (cieczy i gazów).
Inne znaczenie słowa „lepkość” odnosi się do „czepności” – terminu stosowanego w dziedzinie klejów.
Zgodnie z laminarnym modelem przepływu lepkość wynika ze zdolności płynu do przekazywania pędu pomiędzy warstwami poruszającymi się z różnymi prędkościami.
Różnice w prędkościach warstw są charakteryzowane w modelu laminarnym przez szybkość ścinania. Przekazywanie pędu zachodzi dzięki pojawieniu się na granicy tych warstw naprężeń ścinających. Wspomniane warstwy są pojęciem hipotetycznym, w rzeczywistości zmiana prędkości zachodzi w sposób ciągły (zobacz: gradient), a naprężenia można określić w każdym punkcie płynu. Model laminarny lepkości zawodzi też przy przepływie turbulentnym, powstającym np. na granicy płynu i ścianek naczynia. Dla przepływu turbulentnego jak dotąd nie istnieją dobre modele teoretyczne.
Płyn nielepki to płyn o zerowej lepkości (→ nadciekłość).
Dziedziną nauki zajmującą się badaniami nad lepkością jest reologia. Pomiary lepkości prowadzi się na wiskozymetrach i reowiskozymetrach.
Współczynnik lepkości dynamicznej dla rozrzedzonych gazów doskonałych jest proporcjonalny do pierwiastka z temperatury (jest to wynikiem ruchu cząsteczek gazów), a nie zależy od ciśnienia. Dla cieczy współczynnik ten jest odwrotnie proporcjonalny do temperatury, a rośnie wraz ze wzrostem ciśnienia (jest to spowodowane oddziaływaniem międzycząsteczkowym).

## Lepkość dynamiczna
Lepkość dynamiczna wyraża stosunek naprężeń ścinających do szybkości ścinania:
{\displaystyle \mu ={\frac {\tau }{\dot {\gamma }}}}
Jednostką lepkości dynamicznej w układzie SI jest paskal·sekunda o wymiarze kilogram·metr−1·sekunda−1
{\displaystyle [\mu ]=\operatorname {Pa} \cdot \operatorname {s} ={\frac {\operatorname {kg} }{\operatorname {m} \cdot \operatorname {s} }}}
W układzie CGS jednostką lepkości dynamicznej jest puaz (P).
1 P = 1 dyn·s/cm² = 1 g·cm−1·s−1 = 0,1 Pa·s

### Lepkość dynamiczna wybranych substancji
Współczynniki lepkości wybranych substancji:
Ciecze:
- woda[5]:
  - 0 °C: 1,79 mPa·s
  - 25 °C: 0,89 mPa·s
  - 100 °C: 0,28 mPa·s
- gliceryna (25 °C): 934 mPa·s[5]
- miód: 2–10 Pa·s
- etanol (25 °C): 1,07 mPa·s[5]
- rtęć (20 °C): 1,554 mPa·s[6]
- fenol (45 °C): 4,036 mPa·s[7]
- smoła (20 °C): ~107 Pa·s[6]
- krew (37 °C): ~3,5 mPa·s[8]

Gazy:
- powietrze (0 °C): 17,08 μPa·s[6]
- wodór[6]:
  - 0 °C: 8,35 μPa·s
  - 827 °C: 21,37 μPa·s

## Lepkość kinematyczna
Lepkość kinematyczna, nazywana też kinetyczną, jest stosunkiem lepkości dynamicznej μ do gęstości płynu ρ. Zwykle jest oznaczana grecką literą ny (ν):
{\displaystyle \nu ={\frac {\mu }{\rho }}}
Lepkość kinematyczną w układzie SI wyraża się w m2·s−1.
W układzie CGS jednostką lepkości kinematycznej jest stokes: 1 St = 1 cm2·s−1 = 10−4 m2·s−1.

## Lepkość względna
Lepkość względna jest to stosunek lepkości dynamicznej badanej cieczy do lepkości cieczy wzorcowej (najczęściej wody). Jest to wielkość bezwymiarowa. Można ją wyznaczyć poprzez porównanie czasu wypływu danej cieczy w porównaniu do czasu wypływu cieczy wzorcowej przez otwór kubka wypływowego (lakiery, farby) lub lepkościomierza porównawczego (oleje smarne).
Dla rozróżnienia lepkości względnej mierzonej w różnych lepkościomierzach porównawczych stosuje się oznaczenia:
- stopień Englera, °E (Polska i większość krajów europejskich)
- stopień Barbiego, °B (Francja)
- sekunda Redwooda, RI (Wielka Brytania)
- sekunda Saybolta, SUS (USA).